# J. Bagshaw & Sons

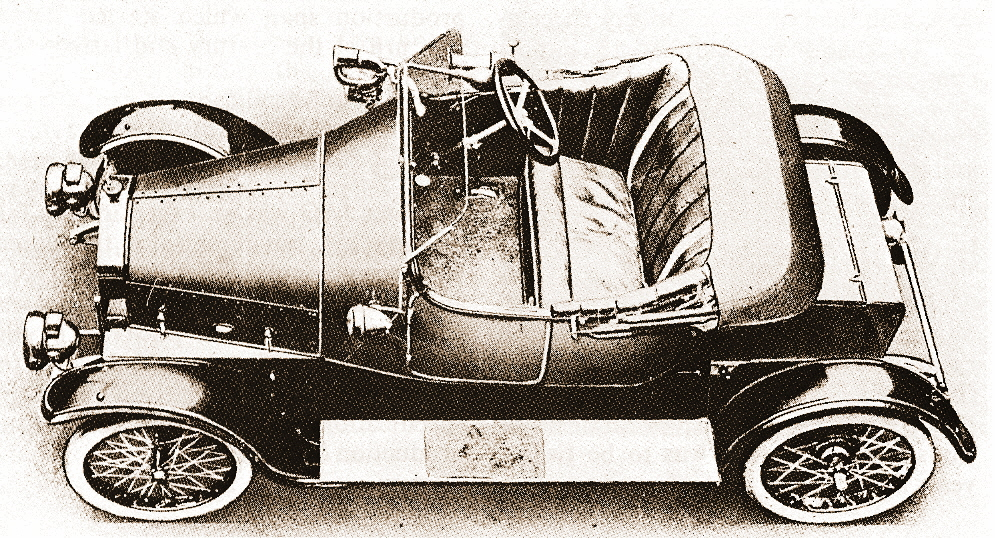
JBS von 1915

J. Bagshaw & Sons Ltd.  war ein britischer Automobilhersteller, der zwischen 1913 und 1915 in Batley (Yorkshire) ansässig war und Kleinwagen herstellte. Der Markenname lautete JBS.
1913 kam ein 8 hp-Modell mit V2-Motor von J.A.P., der einen Hubraum von 964 cm³ hatte, heraus. Der Radstand des 3137 mm langen, zweisitzigen Roadsters betrug 2286 mm. Sein Gewicht lag bei 394 kg.
1915 erschien der Nachfolger mit 10 hp-Motor im gleichen Fahrgestell. Der Hubraum war auf 1095 cm³ gewachsen, der Radstand blieb gleich, aber die Länge wuchs auf 3175 mm und das Gewicht auf 483 kg. Im selben Jahr wurde ein Leichtfahrzeug mit 1094 cm³-Vierzylindermotor vorgestellt, das ebenfalls als 10 hp verkauft wurde. Sein Radstand betrug 2438 mm, seine Länge 3302 mm und er wog 508 kg.
1916 waren die JBS allesamt vom Markt verschwunden.

## Modelle
| Modell | Bauzeitraum | Zylinder | Hubraum  | Radstand | Gewicht |
| 08 hp  | 1913–1914   | 2 V      | 0964 cm³ | 2286 mm  | 394 kg  |
| 10 hp  | 1915        | 2 V      | 1095 cm³ | 2286 mm  | 483 kg  |
| 10 hp  | 1915        | 4 Reihe  | 1094 cm³ | 2438 mm  | 508 kg  |